# Měkký vřed
Měkký vřed, jinak též známý jako ulcus molle či chankroid, je sexuálně přenosná nemoc, jejímž původcem je gramnegativní bakterie Haemophilus ducreyi. Projevuje se často mnohočetnými vřídky v oblasti genitálu (u mužů na žaludu penisu, předkožce a uzdičce). V případě neléčení nemoci dochází ke spojování vřídků ve velká ložiska a přenosu infekce do mízních (lymfatických) uzlin v oblasti třísel, jejich následnému zduření, prasknutí a vytvoření píštěle, z níž vytéká žlutozelený hnis s příměsí krve. Nemoc je přenosná pouze pohlavním stykem a její lokalizace mimo genitál je velmi vzácná (zahrnuje prsty, rty a mandle).
Inkubační doba nemoci kolísá a pohybuje se mezi několika hodinami až pěti dny; v průměru pak trvá 2 až 3 dny. Vyskytuje se především v zemích tropického a subtropického podnebného pásu v Africe a Asii. Mimo tyto oblasti se vyskytuje velmi vzácně, a to v důsledku migrace obyvatel. Léčba probíhá antibiotiky.